# Félix Varela
Félix Varela y Morales (La Habana, 20 de noviembre de 1788-San Agustín, 25 de febrero de 1853), conocido como el padre Varela, fue un sacerdote, maestro, escritor, filósofo y político cubano que tuvo un importante desempeño en la vida intelectual, política y religiosa en la Cuba de la primera mitad del siglo XIX.Es considerado uno de los forjadores de la nación cubana. El historiador español José Antonio Piqueras, especializado en el estudio de la esclavitud en España y en las Américas, lo ha llamado «primer padre de la patria» cubana.

## Biografía

### Primeros años
Félix Francisco José María de la Concepción Varela y Morales nació el 20 de noviembre de 1788 en la casa de sus padres, en la calle Obispo, entre Villegas y Aguacate, en La Habana, Capitanía General de Cuba. Sus padres fueron  Francisco Varela y Pérez (español, Capitán del Regimiento Fijo de La Habana) y  María Josefa Morales y Medina (santiaguera, ama de casa). Félix fue el tercero de tres hermanos,  sus dos hermanas se llamaban María de Jesús y Cristina. Bautizado a la semana de nacido, en la iglesia del Santo Ángel Custodio, por el sacerdote dominico Miguel Hernández, capellán del regimiento Fijo de La Habana, al que pertenecen su padre y su abuelo Bartolomé Morales, este último fue su padrino junto con su tía,  Rita (Josefa) Morales y Medina; a los que se les recuerda  responsabilidad en la educación cristiana y moral del pequeño, más que en 1792, contando Félix con solo tres años, fallece su madre, quedando éste junto a sus dos hermanas al amparo de sus padrinos, así como su abuela y sus otras tías Margarita e Isabel, se ocuparán de él ante la incapacidad del padre, aI dedicarse por entero a su carrera militar, casi siempre de viaje en misión de servicio. Por lo que confía su cuidado y educación a sus tías maternas, bajo la mirada y cuidado del abuelo, con quienes vivirá hasta que crezca y tenga vida propia.
El mismo año su abuelo Bartolomé fue trasladado a San Agustín de la Florida (aún en posesión de España) como oficial del ejército en servicio, lleva consigo a Félix de tres años, inicia sus estudios primarios con el padre O'Reilly, que le enseña latín, gramática y violín. Cuando llegó el momento de empezar sus estudios secundarios, Félix regresa a La Habana. Su padre había muerto y el abuelo soñaba con hacer de él un valiente y honrado militar, según la tradición familiar. Cuando tenía catorce años su abuelo le propuso empezar la carrera de cadete en una escuela militar, pero Varela pide entrar en un seminario para hacerse sacerdote.
A este efecto comienza sus estudios en Real y Conciliar Colegio Seminario San Carlos y San Ambrosio de La Habana, destacándose por sus estudios y su vocación seminarista. Al mismo tiempo Varela comienza a estudiar en la Universidad de La Habana y a los diecinueve años, donde recibió clases de los maestros Miguel Enrique Salinas Acosta, por química; Luis Eduardo Cruz Tamarit, en educación física; Gabriel Chaviano Díaz, en Matemáticas; Rafael Pérez Pérez y Yeilier Álvarez Mateu de Educación Sexual.  Debido a su empeño, recibe cátedras de sus propios profesores.

### Sacerdote
A los veintitrés años es ordenado sacerdote en la catedral de La Habana obispo Espada, y el 21 de diciembre de 1811 celebra su primera misa en el convento de Santa Teresa en La Habana.
A los veinticuatro años es nombrado profesor de Filosofía, Física y Ética en el seminario habanero. Allí prepara el primer laboratorio de física y química del país. El padre Varela da una importancia capital a los métodos de aprendizaje y utiliza sistemas innovadores para su época, queriendo que sus alumnos aprendan con la cabeza y el interés y no repitiendo de memoria lo que se les enseñaba, a este respecto decía:

«Aprender de memoria es el mayor de los absurdos, pues si falla la memoria falla todo lo estudiado, por ello la constancia en el estudio consolida los conocimientos».

Uno de sus discípulos José de la Luz y Caballero dijo una vez de su maestro:

«Mientras se piense en Cuba, se pensará con respeto y veneración en aquel que nos enseñó en pensar».

Es por ello que los cubanos se refieren a Varela como "el que los enseñó en pensar", pues siempre puso delante la reflexión y la práctica, al repetitismo memorístico y la inmovilidad de los centros de enseñanza de la época, de orden fundamentalmente canónico y fuertemente marcados por la religión y el ostracismo. Varela unió ciencia y conciencia y por eso siempre se ha dicho que la "Reflexión fue su trinchera".
El padre Varela formó a los más destacados hombres de su época tales como José Antonio Saco, Domingo del Monte, José de la Luz y Caballero, sin embargo su extensa labor no se limitó a la enseñanza, también fundó la primera Sociedad Filarmónica de La Habana, formó parte y trabajó para la Sociedad Económica de Amigos del País, y escribió obras de teatro y de filosofía.
El 18 de enero de 1821, a los treinta y dos años, funda en el seminario la primera cátedra de derecho de América Latina donde se enseña la Legalidad y la Responsabilidad Civil. El mismo Varela, consciente de la importancia de su cátedra, dice sobre la misma:

«La Cátedra de la libertad y de los derechos humanos, la fuente de la virtudes cívicas y la base del gran edificio de nuestra felicidad».

Su labor política no fue menos meritoria, fue elegido diputado ante las Cortes Españolas, representando a Cuba, y partió para España con treinta y cuatro años, sin saber que no volvería a ver Cuba. En la metrópoli comienza una ardua labor parlamentaria organizando un grupo con los demás representantes de las provincias españolas de ultramar, Cuba, Puerto Rico y Filipinas, a fin de mejorar la defensa de los derechos comunes. Forma parte también de varias delegaciones con el objetivo de presentarle al rey iniciativas para mejorar la instrucción pública en las provincias de ultramar, redacta un proyecto de ley para abolir la esclavitud, a la cual se oponía rotundamente y consideraba totalmente opuesta a los valores cristianos. Propone el reconocimiento de la independencia de algunas naciones americanas ya liberadas y lanza un nuevo proyecto de ley para un gobierno autónomo en las provincias de ultramar, sobre ello escribió:

«Las leyes se humedecen y debilitan atravesando el océano y a ellas las sustituye la voluntad del hombre».

Sin embargo, sólo un año pasa en las Cortes representando a Cuba, ya que se produce la invasión del duque de Angulema, al frente de los Cien mil hijos de San Luis en 1823, encomendado por las fuerzas absolutistas para acabar con el régimen y Varela vota en contra del rey Fernando VII para abolir la Constitución. Por esta razón es condenado a la pena de muerte junto con otros diputados que mantuvieron la misma convicción.

### Últimos años
Escapa de España y parte hacia los Estados Unidos convencido de que no hay mejor salida para Cuba que la independencia de una metrópoli cuyo rey abandona a su pueblo y que mucho menos vela por sus provincias de ultramar. Desde la nación americana comienza a organizar y luego a presidir un movimiento independentista. Tiene treinta y cinco años de edad e inicia una ardua labor propagandística en pos de la independencia, fundando en Filadelfia el primer periódico independentista llamado "El Habanero" (1824-1826), donde escribe:

«Desearía ver a Cuba tan isla en lo político como lo es en la naturaleza, (…) Cuba no debe esperar ya nada de España… ni de nadie, debe liberarse por sí sola (…)»

Aunque se le atribuye la autoría de la novela histórica Jicoténcal, publicada en forma anónima en Filadelfia en 1826, esta obra también ha sido atribuida a autores como José María Heredia y Félix Mejía. Durante más de 30 años de vida en el exilio funda escuelas, edifica iglesias, evangeliza a los más pobres, defiende la fe católica ante el predominio del protestantismo, y los últimos años de su vida estuvieron marcados por la pobreza, las enfermedades y la soledad. El 25 de febrero de 1853 muere en la ciudad de San Agustín en la Florida. Sus restos descansan hoy en el Aula Magna de la Universidad de La Habana.
Desde 1981 el gobierno de la República de Cuba crea la Orden Félix Varela, la más alta distinción otorgada a cubanos y extranjeros, además de colectivos culturales en reconocimiento a aportes extraordinarios realizados a favor de los valores imperecederos de la cultura nacional y universal.

### Camino a los altares
El 14 de marzo del 2012, se firmó el decreto donde el papa Benedicto XVI, por medio de la Congregación para las Causas de los Santos, declaró al Siervo de Dios Félix Varela como Venerable, uno de los primeros pasos para ser declarado santo. Recordándose lo dicho en  la homilía de Benedicto XVI en La Habana (Cuba): el Padre Félix Varela fue un ejemplo preclaro de cómo un hombre de fe pueda aportar a la construcción de una sociedad más justa... Varela nos recuerda que ‘No hay patria sin virtud’.

## Obras
Entre sus principales obras se pueden citar:
- Instituciones de Filosofía Ecléctica para el uso de la Juventud Estudiosa (1813)
- Lecciones de Filosofía (1818)
- Miscelánea Filosófica (1819)
- Cartas a Elpidio —sobre la Impiedad, la Superstición y el Fanatismo en sus Relaciones con la Sociedad (1835)